# Qhapaq Inca

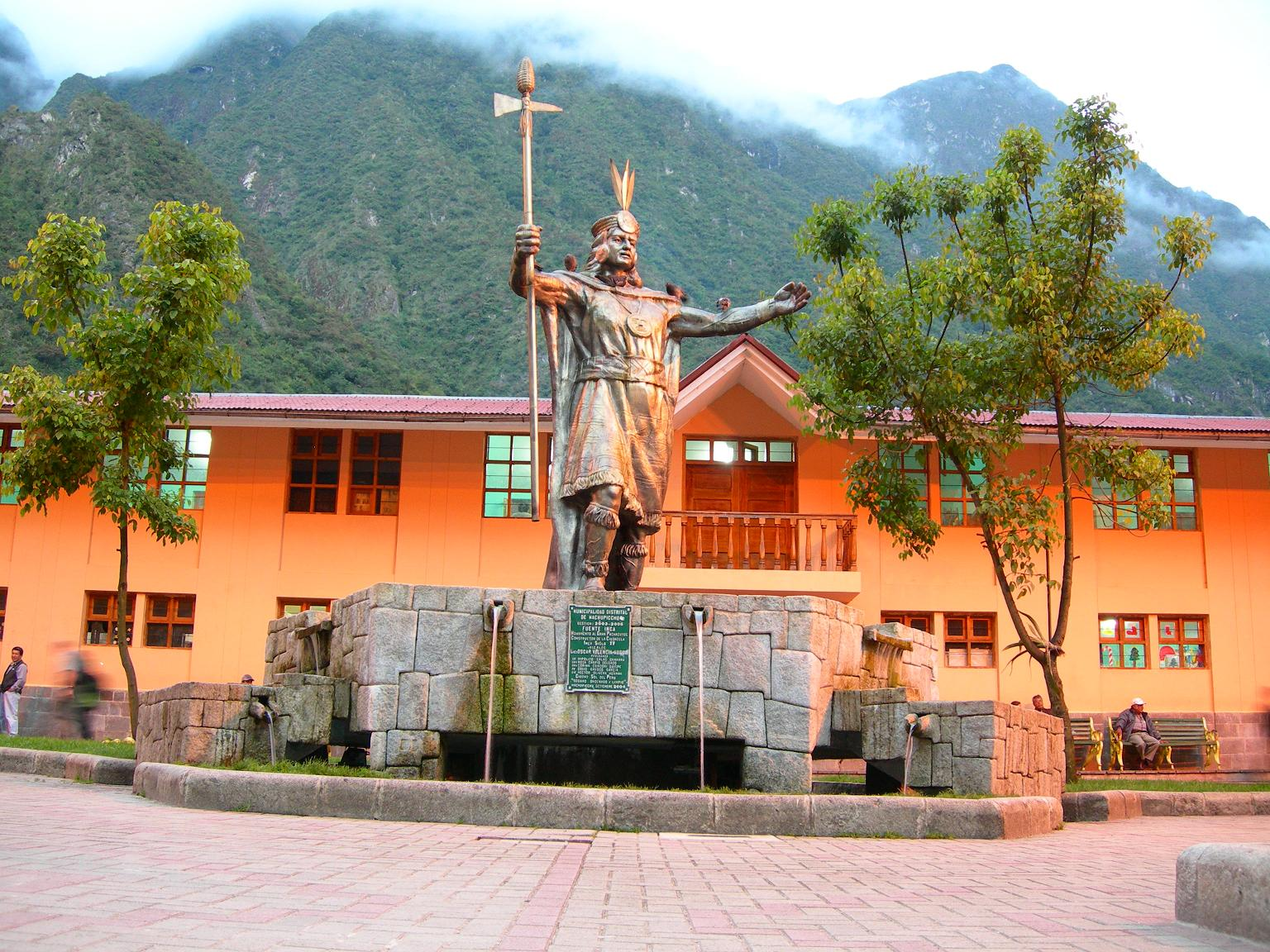
Raffigurazione di un Sapa Inca (Pachacútec) mentre indossa un maskaypacha real, nella piazza principale di Aguas Calientes

Qhapaq Inca (traslitterato Sapa Inca in spagnolo e Sapa Inka nelle lingue quechua), conosciuto anche come Apu (divinità), o semplicemente come Sapa (unico), è il titolo attribuito ai sovrani inca secondo quanto riportato dai cronisti spagnoli dell'epoca.

## Descrizione
Si compone di due termini. Il primo, nella grafia moderna è indicato come Qhapaq, ma viene solitamente riportato come Capac o Kapac nelle trascrizioni spagnole. Il Lexicon di fray Domingo de Santo Tomas lo traduce come "re o imperatore". Il dizionario di Diego Gonzáles Holguin lo definisce come "il re".
Altre traduzioni correnti di Qhapaq sono: sovrano (re e/o imperatore), ricco, padrone, potente. 
Il termine Inca viene invece tradotto come signore o nobile. Se riferito alla casta dominante identifica i suoi appartenenti, se usato per il sovrano, «l'Inca» ha il valore di "Inca per eccellenza".
Il termine Qhapaq non era di uso esclusivo inca. Sull'altipiano andino le popolazioni di maggior rilievo si erano date tutte un capo assoluto che identificavano con questo titolo, solitamente aggiunto al nome proprio o a quello dell'etnia di appartenenza. Dalla lettura delle varie cronache spagnole apprendiamo, per esempio, dell'esistenza di un Capac Colla, signore dell'omonima etnia del Collao e di Tocay Capac, il sovrano degli Ayarmacas, fieri avversari degli Inca.
Prima di questa evoluzione politica i rappresentanti delle varie tribù erano chiamati sinchi e non erano altro che dei capi militari, scelti in occasione di eventi bellici e destinati a rientrare nella loro condizione originaria al termine delle operazioni militari. Anche di questa usanza abbiamo innumerevoli prove, raccolte dal viceré Francisco de Toledo interrogando i rappresentanti delle varie etnie sulla loro situazione prima dell'arrivo degli Inca.
Anche gli Inca attraversarono sicuramente questa fase perché vediamo che il loro secondo sovrano aveva il nome di Sinchi Roca e il suo successore quello di Lloque Yupanqui, ovvero il mancino memorabile. A partire dal quarto sovrano compare l'appellativo di Qhapaq associato al nome proprio e così possiamo apprezzare un Mayta Capac e un Capac Yupanqui quali signori del Cuzco.
Il sesto sovrano marca invece una sostanziale differenza. Si intitola Inca Roca e provoca anche una rivoluzione sociale inaugurando una nuova dinastia, quella degli Hanan Cuzco, in luogo di quella Hurin Cuzco fino ad allora dominante. La scelta dell'appellativo di Inca segna una distinzione dalle tradizioni andine fino ad allora adottate, distinzione che prosegue, dopo la breve parentesi di Yahuar Huacac, con il nuovo sovrano Viracocha Inca. 
La novità non è solo apparente perché sotto la nuova dinastia gli Inca inaugureranno la fase di conquiste che li porterà alla costituzione del vasto impero che gli Spagnoli trovarono al loro arrivo in Perù. I sovrani inca non si sentivano più dei semplici Qhapaq, ma dei signori assoluti ed esprimevano la loro condizione associando il prestigioso titolo di Inca a quello che aveva, fino allora, identificato i sovrani delle varie etnie. Da allora si nomineranno infatti Qhapaq Inca, ovvero "I Signori di tutti i Qhapaq".
Juan de Betanzos, il cronista spagnolo, profondo conoscitore del quechua titolerà la sua lista genealogica degli Inca col titolo di Capaccuna, ovvero gli Inca, sovrani assoluti, al plurale.
Nell'età imperiale i sovrani presero tuttavia l'abitudine di fregiarsi di altri titoli. I più comuni erano quelli di Sapa Inca, l'unico Signore, quello di Intip churin, il figlio del Sole e quello di Huaccha Coyac, l'amorevole con i poveri. Per i suoi sudditi il sovrano era però sempre il Qhapaq Inca o più semplicemente l'Inca, senza bisogno di altri appellativi.

## Qhapaq Inca
- Manco Cápac, mitologico
- Sinchi Roca, protostorico
- Lloque Yupanqui
- Mayta Capac
- Capac Yupanqui
- Inca Roca
- Yahuar Huacac
- Viracocha Inca, ? - 1438 ?

## Imperatori inca
- Pachacútec, 1400 - 1460
- Túpac Yupanqui, 1465 - 1475
- Huayna Cápac, 1475 - 1525
- Huáscar, 1527 - 1532
- Atahualpa, 1532 - 1533
- Tupac Huallpa, 1533
- Manco II, 1534-1544
- Sayri Tupac, 1557-1561
- Titu Cusi Yupanqui, 1563-1571
- Túpac Amaru, 1571-1572